# گستره صوتی وکال
گسترهٔ صوتی وکال (انگلیسی: Vocal range)، منطقه‌ای از نقاطِ زیروبمی است که از یک صدای انسانی می‌تواند حاصل شود. متداول‌ترین کاربردِ آن در متن آواز خوانندگی است، جایی که از آن به عنوان یک ویژگی مشخص برای طبقه‌بندی گونه‌های صدا استفاده می‌شود. همچنین این یک موضوع برای مطالعه در زمینهٔ زبان‌شناسی، آواشناسی و گفتاردرمانی است.

## خوانندگی و تعریف گستره صوتی
در حالی که وسیع‌ترین تعریف از «گسترهٔ صوتی آوازی» صِرفاً از پایین‌ترین تا بالاترین نت از یک صدای خاص است که می‌تواند تولید کند، این تعریف گسترده معمولاً به معنای زمانی نیست که «گسترهٔ صوتی آوازی» در متن آواز بحث می‌شود. مربیان آواز تمایل دارند محدودهٔ آواز را به عنوان یک کل، از نقاط «صدای مفید» تعریف کنند که یک خواننده می‌تواند حاصل کند. دلیل این امر آن است که برخی از نت‌هایی که صدا می‌تواند تولید کند ممکن است به دلایل مختلف توسط خواننده قابل اجرا در موسیقی صحنه‌ای در نظر گرفته نشود. به عنوان مثال: در اپرا همهٔ خوانندگان باید بدون کمک از میکروفون توانایی همراهی با ارکستر را داشته باشند و در آن محدوده برنامه‌ریزی کنند؛ بنابراین صدای یک خوانندهٔ اپرا فقط می‌تواند نت‌هایی را در بر بگیرد که قادر به اجرای مناسب با ارکستر در محدودهٔ صدای آوازی خود باشد. در مقابل، صدای یک هنرمند موسیقی پاپ می‌تواند شامل نت‌هایی باشد که با کمک میکروفون قابل شنیدن است.
عامل دیگری که باید مورد توجه قرار گیرد استفاده از شکل‌های مختلف تولید آواز است. صدای انسان با استفاده از فرآیندهای مختلف فیزیولوژیکی در حنجره، قادر به تولید صدا است. این روش‌های مختلف تولید صدا به عنوان مناطق صوتی شناخته می‌شوند. در حالی که تعداد دقیق و تعریف مناطق صوتی موضوعی بحث‌برانگیز در زمینهٔ آوازخوانی است، علوم فقط چهار منطقهٔ صوتی را به رسمیت می‌شناسند که عبارتند از گستره صوتی سوت، «مدال»، «فالسِتو» و «منطقه سرخ صوتی» که بم‌ترین صدا از حنجره مردان است و به صورت خاصی از درون حفره تولید می‌شود. معمولاً فقط قطعات قابل استفاده، صداهایی است که در «منطقهٔ صوتی مدال» در گفتار معمولی و بیشتر برای خوانندگی و هنگام تعیین دامنهٔ آواز خوانندگان گنجانده شده‌است. موارد استثنائی نیز وجود دارد، مانند اپرا، که در آن خوانندگان کنترتنور از «فالسِتو» و سوپرانو کولوراتور از «منطقهٔ صوتی سوت‌ها» استفاده می‌کنند؛ بنابراین  نت‌های این مناطق در محدودهٔ صوتی این صداها تعریف می‌شوند.

## گستره صوتی و طبقه‌بندی صدا
گسترهٔ صدای آوازی نقش مهمی در طبقه‌بندی صداهای آواز با انواع گونه‌های صدا دارد، که گاهی این دو اصطلاح با یکدیگر اشتباه گرفته می‌شوند. نوع صدا، نوعی خاص از خوانندگی انسان است که با ویژگی‌ها یا خصوصیات مشخصی شناخته می‌شوند. گسترهٔ صوتی تنها یکی از این خصوصیات است. سایر عوامل عبارتند از: وزن صوتی، سطحِ صدای مفید، رنگ، قدرت انتقالِ صوت، خصوصیات بدنی، سطح گفتار، آزمایش علمی و محدودهٔ صوتی است. تمام این فاکتورهای ترکیبی برای طبقه‌بندی صدا، در نوع خاصی از صدای خواننده یا نوع صدا استفاده می‌شود.
ترتیبِ طبقه‌بندی صدا در موسیقی کلاسیک اروپا توسعه‌یافته‌است و به‌طور کلی برای سایر روش‌های آوازی کاربرد ندارد. طبقه‌بندی صدا اغلب در اپرا برای ارتباط با نقش‌های احتمالی یا صدای احتمالی استفاده می‌شود. در این روش چندین شکل در حال استفاده است، از جمله در روش آلمانی، اپرای سنتی ایتالیا و اپرای فرانسه وجود دارد. سیستم‌های طبقه‌بندی شدهٔ دیگری نیز هست که معمولاً برای گروه کر در نظر گرفته می‌شود.
کاربرد هیچ روشی به‌صورت جهانی و به‌طور قطعی پذیرفته نشده‌است. با این حال بیشتر این نوع صداها که توسط چنین سیستم‌هایی مشخص می‌شوند، زیر مجموعه‌هایی هستند که تحت هفت طبقهٔ اصلی و مختلفِ صدا قرار دارند که بیشتر آنها در همهٔ روش‌های اصلیِ طبقه‌بندی صوتی شناخته شده‌اند. زنان به‌طور معمول به سه گروه اصلی تقسیم می‌شوند: سوپرانو، متزوسوپرانو و کنترآلتو. مردان معمولاً به چهار گروه اصلی تقسیم می‌شوند: کنترتنور، تنور، باریتون و باس. هنگام در نظر گرفتن صدای پیش از بلوغ کودکان، یک گروه هشتم، سه‌گانه، هم قابل استفاده است. در هر یک از این دسته‌های اصلی چندین زیر مجموعه وجود دارد که ویژگیِ صداهای خاصِ آوازی مانند رنگ‌آمیزی و وزنِ آواز را برای تمایز بین صداها، شناسایی می‌کنند.
محدودهٔ آواز به تنهایی نوع صدای یک خواننده را تعیین نمی‌کند. در حالی که هر نوع صدا دارای گسترهٔ صوتی کلی مرتبط با آن است، ولی ممکن است بعضی از صدای آوازی انسان، دارای یک محدودهٔ صوتی باشد که بیش از یک نوع صدا را در بر بگیرد یا در محدوده‌های معمولی دو نوع صدا قرار داشته باشد؛ بنابراین معلمان آواز در طبقه‌بندی گسترهٔ صوتی، تنها از یک نام در طبقه‌بندی صدای خواننده استفاده می‌کنند. مهمتر از دامنهٔ طبقه‌بندی صدا، بافت است، یا جایی است که صدا راحت‌تر آواز می‌خواند و صدای آوازی یا صدایی مشخص برای خوانندگی است. به عنوان مثال یک خوانندهٔ زن ممکن است دارای یک دامنهٔ آوازی باشد که شامل نت‌های بالای یک «متزو سوپرانو» و نت‌های پایین‌تر از یک سوپرانو داشته باشد؛ بنابراین یک معلم صدا به دنبال این است که ببیند خواننده کدام منطقه راحت‌تر آواز می‌خواند. اگر در منطقه صوتی پایین صدای مفیدی داشته باشد، متزو سوپرانو است و اگر در صدای بالاتر راحت‌تر باشد، احتمالاً او را به عنوان «سوپرانو» طبقه‌بندی می‌کند. معلم همچنین ویژگی صدای آواز را در نظر می‌گیرد؛ صدای «سوپرانوها» تمایل به صدای سبک‌تر و زیرتری نسبت به متزو سوپرانو دارند. معلم صدا بدون در نظر گرفتن این اندازه از گسترهٔ صوتی خواننده، هرگز او را در بیش از یک نوع صدا طبقه‌بندی نمی‌کند.

## موسیقی کلاسیک

«نت دو» وسط (C_{4}) در پیانو (به رنگ زرد)

در موسیقی کلاسیک نظیر اپرا، گسترهٔ صوتی خوانندگان به شش دستهٔ کلی تقسیم می‌شود که در پایین به دامنهٔ صوتی آنها به‌طور تقریبی، اشاره می‌شود:
- سوپرانو: بالاترین صدای زن است که قادر به خواندن گسترهٔ صوتی از نُتِ دوِ وسط (C4) تا نت دوِ بالا (C6) و احتمالاً بیشتر است.
- متزو-سوپرانو: از نت لا (A3) پایین‌تر از «دو وسط» شروع شده و تا دو اکتاو (A5) ارتفاع دارد.
- کنترآلتو: بم‌ترین صدای زن است. از نت فا (F3) که پایین‌تر از «دو وسط» است، شروع شده و تا دومین نت می (E5) بعد از «دو وسط» امتداد دارد. در مواردی کمیاب صدایی در محدودهٔ «تِنور» نیز در این نوع از صدای زنان وجود دارد.
- تنور: بالاترین صدای مرد است که از دو نتِ سی (B2) پایین‌تر از «دو وسط» تا نت لا (A4)، بالاتر از «دو وسط» و احتمالاً کمی بیشتر را در بر می‌گیرد.
- باریتون: یک صدای مردانه که از دو نت سل (G2) بم‌تر از «دو وسط» شروع شده و تا نت فا (F4) بالاتر از «دو وسط» گسترش دارد.
- باس: پایین‌ترین صدای مرد است. از دو نتِ می (E2) پایین‌تر از «دو وسط» تا نت می (E4) بالای «دو وسط» وسعت دارد.

برخی از مردان، با صدای «فالسِتو» که در نتیجهٔ برخی از شرایط نادر فیزیولوژیکی به وجود می‌آید، می‌توانند در همان محدودهٔ صدای زنان آواز بخوانند. اینها در دسته‌بندی‌های زنان قرار نمی‌گیرند، در عوض در موسیقی کلاسیک، کنترتنور نامیده می‌شوند. با این وجود در موسیقی معاصر، استفاده از اصطلاح «تنور» برای این صدا از مردان مناسب‌تر خواهد بود.
در موسیقی «گروه کر» فقط چهار دسته برای خوانندگان بزرگسال وجود دارد. برای زنان: سوپرانو، آلتو و برای مردان: تنور و باس.
در انگلیس اصطلاحِ «آلتو مرد» به مردی گفته می‌شود که از صدای «فالسِتو» برای خوانندگی در بخش آلتوی یک گروه کر استفاده می‌کند. این عمل در خارج از بریتانیا هم بسیار رایج است که بیشتر در آن از اصطلاح «کنترتنور» استفاده می‌شود. «کنترتنورها» همچنین به عنوان خوانندهٔ سولو در اپرا بکار می‌روند، اگرچه اصطلاح «آلتو مرد» هرگز برای اشاره به یک خوانندهٔ «تکخوان» به کار نمی‌رود.
از محدودهٔ صدای کودکان، چه پسر و چه دختر، به عنوان صدای زیر یا بالا توصیف می‌شوند، اگرچه عنوان «سوپرانو پسر» نیز به‌طور گسترده‌ای مورد استفاده قرار می‌گیرد.

## یادداشت
1. ↑  modal register
2. ↑  falsetto register
3. ↑  vocal fry register
4. ↑  صدایی غیرطبیعی در مردان که در منطقهٔ صوتی بالا قرار دارد.[۳]